# Paul Schumann (Tiermediziner)

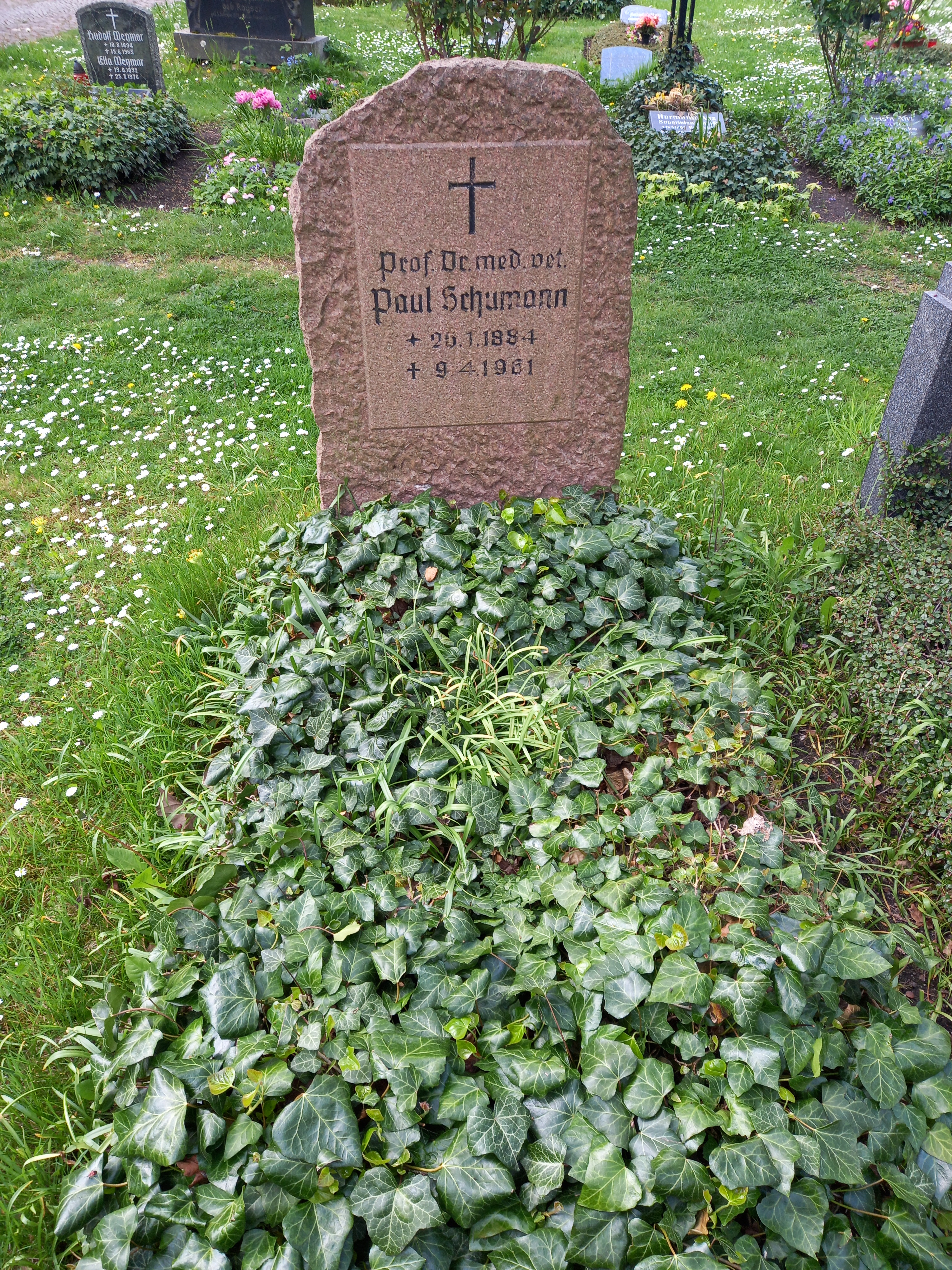
Das Grab von Paul Schumann auf dem evangelischen Laurentiusfriedhof in Halle

Paul Schumann (* 23. Januar 1884; † 9. Mai 1961 in Halle (Saale)) war ein deutscher Tierarzt.

## Leben
Paul Schumann studierte an der Tierärztlichen Hochschule Dresden Veterinärmedizin. 1901 wurde er Mitglied des Corps Albingia Dresden. Nach der tierärztlichen Approbation und Promotion zum Dr. med. vet. Er schlug die amtstierärztliche Laufbahn ein und war über mehrere Jahrzehnte bis 1945 Direktor des Tiergesundheitsamtes in Breslau. Nach dem Zweiten Weltkrieg erhielt er als Professor einen Ruf an die Universität Halle, wo er Tierheilkunde lehrte.
Über Tierheilkunde, -hygiene und -zucht publizierte Schumann etwa 80 Aufsätze in wichtigen veterinärmedizinischen und landwirtschaftlichen Zeitschriften.

## Auszeichnungen
- Aus Anlass des 50. Geburtstages von Adolf Hitler wurde er am 20. April 1939 zum Professor ernannt.[2]
- Dr. med. vet. h. c. der Universität Leipzig (1954)[3]
- Verdienter Tierarzt

## Schriften
- Beiträge zur vergleichenden Histologie des Enddarmes und des Überganges des Mitteldarmes in den Enddarm der Haussäugetiere, 1907
- Klinische Untersuchungen über den Scheidenkatarrh und die Sterilität des Rindes, 1: Bakteriologische Untersuchungen über den infektösen Abortus des Rindes, 2, 1914 (zusammen mit Erich Hieronymi)
- Bericht über die Tätigkeit des Tierseuchenamtes der Landwirtschaftskammer Schlesien zu Breslau im Jahre 1924/25 (1. IV. 1924 bis 31. III. 1925), 1925
- Bericht über die Tätigkeit des Bakteriologischen Instituts der Landwirtschaftskammer Niederschlesien 1926/27: (1. IV. 1926 bis 31. III. 1927), 1928
- Klauenpflege und Klauenverschnitt, 1932
- Schweinezucht und Schweinemast, 3. Auflage 1947 (Mitverfasser zusammen mit Wilhelm Zorn)